# Jan Dukas Komnen
Jan Dukas Komnen (ur. 1128, zm. 17 września 1176) – bizantyński arystokrata.

## Życiorys
Był synem sebastokratora Andronika Komnena i Ireny Komneny. Był bratankiem cesarza Manuela I Komnena. W latach 1155–1176 był gubernatorem Cypru. Zginął w bitwie pod Myriokefalon. Pozostawił trójkę dzieci:
- Marię Komnnenę, która poślubiła Amalryka I, króla Jerozolimy. Jej drugim mężem został Baliana z Ibelinu
- Aleksego Komnena
- Teodorę Komnenę, która poślubiła Boemunda III, księcia Antiochii. Jej drugim mężem był Gautier von Bethune z Betanii.